# San Agustín (kommun), Colombia
San Agustín är en kommun i Colombia.   Den ligger i departementet Huila, i den sydvästra delen av landet, 400 km sydväst om huvudstaden Bogotá. Antalet invånare är 29 687.